# 応用人類学
応用人類学（おうようじんるいがく、英語: applied anthropology）は、あらゆる社会活動の局面に介入する知的実践行為にあたって、文化人類学における知識や方法論などを応用することである。

## 解説
この場合、「応用」とは、国際的な開発援助の文脈（開発人類学）で、開発側の集団的・学問的な実用的関わりである。経済開発や社会開発などに応用する場合は「開発人類学」、医療援助政策への応用であれば「応用医療人類学（applied medical anthropology）」、観光開発への応用であれば、「観光人類学」などとそれぞれ呼ばれることがある。文化人類学、開発学・開発研究、行動科学などに関する学問が、こうした応用を可能にする基礎的な素養となる。応用人類学者は、村落開発、公衆衛生や生物医療、環境および持続的開発プログラム、農業開発、観光開発、災害復興や緊急援助、ビジネスおよびマーケティングなどにおいて、しばしば活躍を果たす。

## 歴史
このような文化人類学の応用は古くから世界各地で行われているため、応用人類学の歴史も長い。特に、第2次世界大戦などの戦争をきっかけに、こうした研究が進んだ歴史がある。特に1980年代以降は、開発、医療、エイズ、環境問題、教育、観光などの社会問題を扱う、応用人類学の分野が急速に成長した。